# 368

368(삼백육십팔)은 367보다 크고 369보다 작은 자연수다.

## 수학
- 합성수로, 그 약수는 총 10개다. (1, 2, 4, 8, 16, 23, 46, 92, 184, 368)
  - 368의 진약수의 합은 376이므로, 368은 과잉수다.
- {\displaystyle 47^{2}-1}은 368로 나누어떨어진다.

## 과학
- NGC 368(영어판): 봉황자리 방향에 있는 렌즈형 은하.

## 교통
- 국도
  - 일본 368번 국도(일본어판): 미에현 이가시에서 다키군 다키정까지 이어지는 일본의 국도.
- 기타 도로
  - 368번 지방도: 경기도 연천군 청산면 초성리에서 가평군 북면 적목리까지 이어지는 대한민국의 지방도.
  - 현도 제368호선

## 군사
- U-368(영어판): 제2차 세계 대전에 사용된 나치 독일의 군용 잠수함.

## 문화유산
- 대한민국의 보물 제368호: 미륵보살반가사유비상
- 대한민국의 사적 제368호: 보길도 윤선도 유적 (해제)[a]

## 기타
- 연도: 368년, 기원전 368년